# Junko Takeuchi
Junko Takeuchi (竹内 順子 Takeuchi Junko?, nacida el 5 de abril de 1972) es una seiyū y cantante ocasional japonesa nacida en la prefectura de Saitama. En 2005, perteneció a la agencia de entretenimiento llamada Love Live, actualmente Ogi Pro THE NEXT, la cual no guarda relación alguna con el proyecto multimedia Love Live!, que inició en 2010. 
Algunos de sus papeles conocidos incluyen en el anime Naruto, como el protagonista de esta, Naruto Uzumaki, en  Yes! PreCure 5 como Rin Natsuki/Cure Rouge, en el anime Digimon Frontier, como Takuya Kanbara, en Medabots como Metabee, en la franquicia Digimon como Gomamon, en  Hunter x Hunter (1999), como Gon Freecss, en Onegai My Melody como Kuromi, en Inazuma Eleven como Mamoru Endō y en Little Witch Academia como Croix Meridies.

## Vida personal
Es la menor de tres hijos. De niña estudió ballet y piano durante siete años y medio. Se matriculó en la Universidad de Nihon en 1991, Facultad de Arte, pero la abandonó dos años después. Durante varios años trabajó como vendedora de zapatos y dio clases de piano en una escuela privada en Tokio. Originalmente ella quería trabajar en una oficina bancaria. En 1996 se unió a la Compañía de Teatro BQ MAP, donde tuvo varias apariciones en el escenario. Conoció al seiyū Kenji Hamada en 1999. Se casaron en 2006. Su primer hijo nació en 2012 y el otro en 2017.

## Roles interpretados
Takeuchi ha prestado su voz para los siguientes personajes de anime:
- Naruto Uzumaki, Naruto, Naruto Shippūden, Boruto: Naruto Next Generations
- Takuya Kanbara, Digimon Frontier y Digimon Xros Wars
- Sabo (de niño), One Piece
- Yūra Yoshizawa, Planzet
- Akamaru, Naruto
- Break, Beast Wars Neo
- Dieter, Monster
- Endo Mamoru, Inazuma Eleven
- Fabre, Read or Die
- Gomamon, Digimon Adventure (original), Digimon Adventure 02, Digimon Xros Wars, Digimon Adventure tri. y Digimon Adventure (2020)
- Gon Freecs, Hunter × Hunter (1999)
- Hami, Piano no Mori
- Mimi, Hoshi wo Ou Kodomo
- Honjō Kamatari, Rurouni Kenshin (1996)
- Hina, Naruto Shippūden
- Sra. Kitamoto, Crayon Shin Chan
- Ted, Maruss, Konjiki no Gash Bell!
- Lindsey von Wincott, Kyō Kara Maō!
- Kuromi, Onegai My Melody
- Kenta Hoshino, Futari wa Pretty Cure Splash Star
- Menma Uzumaki, Road to Ninja: Naruto the Movie
- Ishio Kai,  Zoku Natsume Yūjin-Chō
- Lambo (niño), Katekyō Hitman Reborn!
- Megumi Yoshikawa, Princess Princess
- Metabee, Medabots
- Mokuba Kaiba, Yu-Gi-Oh!
- Moon, Beast Wars Second
- Rika Minami, Highschool of the Dead
- Arata/Doyle, Pokemon: Best Wishes
- Noel, Claymore
- Photon Earth, Photon
- Rin Natsuki/Cure Rouge, Yes! Pretty Cure 5 y Yes! Pretty Cure 5 Go Go!
- Seto Koharu, Baby Love (OVA)
- Takaouji Shirou, Ouran High School Host Club
- Hajime Taki, Captain Tsubasa: Road to 2002
- Yōta, Kyōkai no Rinne
- Daigoro Kitaouji , Gintama (cap. 188)
- Red/Rojo, Pokémon Origins
- Otomatsu, Onihei Hankachō cap. 7
- Croix Meridies, Little Witch Academia
- Hapu, Pocket Monsters: Sun & Moon
- Yuto Kondo, Koi wa Ameagari no You ni
- Kai, Shōnen Onmyōji
- Sukeroku, Dororo (2019)
- Barbatos Bachiko, Mairimashita! Iruma-kun
- Cuza Ackermann, Beyblade Burst God
- Tanaka, Shirokuma Cafe

## Roles en videojuegos
Takeuchi ha prestado su voz para los siguientes personajes de videojuegos:
- Hokutomaru, Garou: Mark of the Wolves
- Jack Russel, Radiata Stories
- Marky, Garou: Mark of the Wolves
- Rainbow Mika, Street Fighter Alpha 3
- Mamoru Endou, Inazuma Eleven, Inazuma Eleven 2, Inazuma Eleven 3, Inazuma Eleven GO
- Naruto Uzumaki,  Videojuegos de Naruto, Battle Stadium D.O.N., Jump Force, Jump Super Stars, Jump Ultimate Stars, J-Stars Victory Vs
- Louise, Lugh, Fire Emblem Heroes
- GingerBrave, Cookie Run: Kingdom
- Satoru, Ape Escape 3
- Honoka Yamato, Corpse Seed
- Merli Anne y Nena, JoJo's Bizarre Adventure
- K'uhul Ahau, Genshin Impact

## CD Drama
- Aiki Hirose, Ganbare! Nakamura-kun!!
- Mayumi Obinata, Mainichi Seiten!
- Maka Albarn, Soul Eater
- Kei/Megumi Yoshikawa, The Day of Revolution
- Haru Hinomoto, Yours For An Hour

## Roles de doblaje
- Giggle McDimples, Toy Story 4
- Gumball Watterson, The Amazing World of Gumball
- Taranee Cook, W.I.T.C.H.
- Dawn Bellwether, Zootopia
- Marissa Morgan, Bull
- Ana DeCobray/Baronesa, G.I. Joe: Snake Eyes
- Billy Costa, The Golden Compass
- MrBeast, YouTube

## Reconocimientos
Takeuchi ha sido reconocida por los Seiyū Awards en la categoría como "Premio familia/niños" por dar voz a Naruto Uzumaki (en Naruto Shippūden) y Mamoru Endō (en Inazuma Eleven) en 2011, e igualmente en la categoría "Premio Synergy" junto a Yuka Terasaki en 2012.